# От-Тер-д’Ок
От-Тер-д’Ок (фр. Hautes Terres d'Oc) — кантон во Франции, находится в регионе Юг-Пиренеи, департамент Тарн. Входит в состав округа Кастр.
Код INSEE кантона — 8114. В состав кантона входит 26 коммун. Центральный офис расположен в Лаконе.
Кантон был образован 22 марта 2015 года. В состав новообразованного кантона вошли коммуны упразднённых кантонов Лакон (7 коммун), Вабр (6 коммун), Брассак (5 коммун), Мюрат-сюр-Вебр (4 коммун), Англес (3 коммуны) и Роккурб (1 коммуна).

## История
Новая норма административного деления, созданная декретом от 17 февраля 2014 года, вступила в силу на первых региональных (территориальных) выборах (новый тип выборов во Франции). Таким образом, единые территориальные выборы заменяют два вида голосования, существовавших до сих пор: региональные выборы и кантональные выборы (выборы генеральных советников). Первые выборы такого типа, на которых избирают одновременно и региональных советников (членов парламентов французских регионов), и генеральных советников (членов парламентов французских департаментов), состоялись в два тура 22 и 29 марта 2015 года. Эта дата официально считается датой создания новых кантонов и упразднения части старых. Начиная с этих выборов, советники избираются по смешанной системе (мажоритарной и пропорциональной). Избиратели каждого кантона выбирают Совет департамента (новое название генерального Совета): двух советников разного пола. Этот новый механизм голосования потребовал перераспределения коммун по кантонам, количество которых в департаменте уменьшилось вдвое с округлением итоговой величины вверх до нечётного числа в соответствии с условиями минимального порога, определённого статьёй 4 закона от 17 мая 2013 года.

## Население
Население кантона на 2015 год составляло … человек.

## Коммуны кантона
| Коммуна                | Население, чел. (2012) | Почтовый индекс | Код INSEE |
| ---------------------- | ---------------------- | --------------- | --------- |
| Англес                 | 521                    | 81260           | 81014     |
| Бар                    | 205                    | 81320           | 81023     |
| Берлатс                | 105                    | 81260           | 81028     |
| Брассак                | 1363                   | 81260           | 81037     |
| Вабр                   | 804                    | 81330           | 81305     |
| Вьян                   | 571                    | 81530           | 81314     |
| Жижунет                | 121                    | 81530           | 81103     |
| Камбунес               | 343                    | 81260           | 81053     |
| Кастельно-де-Брассак   | 754                    | 81260           | 81062     |
| Лаказ                  | 299                    | 81330           | 81125     |
| Лакон                  | 2552                   | 81230           | 81124     |
| Лакрузет               | 1722                   | 81210           | 81128     |
| Ламонтеларье           | 67                     | 81260           | 81134     |
| Ласфайад               | 78                     | 81260           | 81137     |
| Ле-Без                 | 834                    | 81260           | 81031     |
| Ле-Марньес             | 48                     | 81260           | 81153     |
| Ле-Мано-Массюгьес      | 289                    | 81530           | 81158     |
| Мулен-Маж              | 312                    | 81320           | 81188     |
| Мюрат-сюр-Вебр         | 830                    | 81320           | 81192     |
| Наж                    | 330                    | 81320           | 81193     |
| Сено                   | 36                     | 81530           | 81282     |
| Сен-Пьер-де-Тривизи    | 628                    | 81330           | 81267     |
| Сен-Сальви-де-Каркавес | 81                     | 81530           | 81268     |
| Ферьер                 | 138                    | 81260           | 81091     |
| Эскру                  | 50                     | 81530           | 81085     |
| Эсперос                | 172                    | 81260           | 81086     |